# Taimuraz Friev
Taimuraz Ruslanovich Friev (en russe : Таймураз Русланович Фриев; né le 15 septembre 1986 à Ordjonikidze, en Ossétie) est un lutteur libre russe naturalisé espagnol.

## Carrière
Il participe aux Jeux olympiques de 2016 dans la catégorie des moins de 74 kg sans obtenir de médaille. Il est médaillé de bronze dans la catégorie des moins de 86 kg aux Jeux méditerranéens de 2018 et aux Championnats du monde de lutte 2018.